# 2318 Lubarsky
2318 Lubarsky este un asteroid din centura principală, descoperit pe 24 septembrie 1960 de PLS.